# Ширлау (Сату Маре)
Ширлау (рум. Șirlău) насеље је у Румунији у округу Сату Маре у општини Батарчи. Oпштина се налази на надморској висини од 135 m.

## Становништво
Према подацима из 2002. године у насељу је живело 330 становника, од којих су сви румунске националности.